# Saint-Paul, Orne
Saint-Paul är en kommun i departementet Orne i regionen Normandie i nordvästra Frankrike. Kommunen ligger i kantonen Flers-Sud som tillhör arrondissementet Argentan. År 2022 hade Saint-Paul 652 invånare.

## Befolkningsutveckling
Antalet invånare i kommunen Saint-Paul
| Referens: INSEE |